# Douglas-Apsley National Park
Douglas-Apsley National Park – park narodowy położony na wschodnim wybrzeżu Tasmanii w granicach administracyjnych obszaru samorządu lokalnego Break O’Day Council.

## Położenie
Park narodowy Douglas-Apsley został utworzony w 1989 roku w celu zachowania lasów zawsze zielonych twardolistnych. Położony jest w dorzeczu dwóch rzek: Douglas River i Asley River. Zlokalizowany jest około 160 km na południowy wschód od miasta Launceston oraz około 180 km na północ od stolicy stanu miasta Hobart. Wzdłuż wschodniej granicy parku przebiega droga stanowa A3. Teren parku usytuowany jest na płaskowyżu, który zbudowany jest z diabazu i przecinają go liczne głębokie wąwozy.

## Klimat
Klimat występujący na terenie Douglas-Apsley National Park jest stosunkowo suchy i łagodny. Suma rocznych opadów wynosi 1279 mm w północno-wschodniej części parku. Natomiast w części południowej parku suma rocznych opadów wynosi 760 mm.

## Flora i fauna
Na terenie parku narodowego występuje ponad połowa gatunków roślin z rodzaju eukaliptus, występujących na Tasmanii. Dodatkowo na terenie parku występują endemiczne gatunki roślin, m.in.: Epacris limbata z rodziny wrzosowatych, Doodia media z rodziny podrzeniowatych i Telopea truncata z rodziny srebrnikowatych. W południowej części parku narodowego stwierdzono występowanie grzybopodobnego gatunku Phytophthora cinnamomi, który jest śmiertelny dla wielu rodzimych gatunków roślin.
Obszar parku narodowego zamieszkuje ponad 65 gatunków ptaków. Teren parku zaliczany jest do ostoi ptaków IBA. Wśród gatunków ptaków bytujących na terenie parku narodowego można wymienić m.in.: orła australijskiego, pieszaka plamistego, przepiórnika śniadego oraz krytycznie zagrożoną wymarciem papużkę ostrosterną. Wśród ssaków zamieszkujących obszar parku można wymienić kanguroszczurnika tasmańskiego, pałaneczke gruboogonową i pałaneczkę karłowatą. Natomiast wśród gatunków gadów węża tygrysiego i ostajnicę nakrapianą.